# /e/ (オペレーティングシステム)
/e/ (旧称 Eelo)とはAndroid携帯端末プラットフォームに対応したフリー・オープンソースオペレーティングシステムで、LineageOSのフォークである。ガエル・デュバルが設立したE Foundationが開発しており、プライバシーを重視したソフトウェアを採用していてプロプライエタリであるGoogleのアプリケーションやサービスを使用しない設計となっているのが特徴である。

## 背景
2017年、デュバルは「Leaving Apple & Google: my /e/ odyssey」という記事を通して、プライバシー侵害ソフトウェアが存在しないオペレーティングシステムの構想を練っていて、Kickstarterでクラウドファンディングのキャンペーンを行った。OSは当初Eeloという名だったが著作権問題により/e/に改称された。

## 開発
2018年9月12日にLineageOS 14.1をベースとした最初のベータ版を公開、ソースコードはGitLabに公開した。
同年11月22日にLineageOS 15.1をベースとした2版目のベータ版を公開した。

## プリインストールアプリ
オペレーティングシステムには以下のプリインストールアプリケーションセットが含まれている:
- Calendar - 日、週、月や予定表といった様々な表示ができたり複数のカレンダーフィードを表示できる。Etarからのフォーク。
- Calculator - ランドスケープモードで四則計算やその他機能が使える計算機
- Clock - アラーム、世界時計、タイマー、ストップウォッチ機能があり、ダークモードにもできる
- Contacts - 電話番号、eメール、その他重要情報を保存できる連絡先電話帳
- File manager - スマートフォン上でファイルを扱ったりオンライン保存されたファイルを同期できる
- Gallery - 端末で撮影、もしくはメッセージアプリで閲覧した写真やビデオに直接アクセスしたり、タイムラインかアルバムで閲覧できる
- Mail - eメールの送受信。K-9 Mailからのフォーク。
- Maps - Point of interest機能があるウェブ地図（英語版）アプリケーションで、ユーザーの連絡先と接続できる。Google マップの代替としてMagic Earthからフォーク。
- Notes - シンプルなノート記述アプリ
- Tasks - リマインダーとより良いタスク管理に対応したカレンダーとの接続可能なタスクマネージャー
- Telegram - エンドツーエンド暗号化機能のあるインスタントメッセージアプリ
- Browser - 軽量なウェブブラウザ
- Weather - 設定した地点の週間天気予報
- Recorder - スクリーンや声を記録できる
- Light - スマートフォンのLEDや画面を懐中電灯として操作できる
- Phone - 電話を掛けるためのアプリで、お気に入り機能、履歴や電話帳呼び出しが可能
- Messaging - SMSとインスタントメッセージアプリでSignalからのフォーク

/e/にはAndroid端末に通常プリインストールされるGoogle製アプリケーションは含まれない。

## 機能
LineageOSには存在しない以下の複数の独自機能が提供されている:
- Installation procedure – オンラインストレージ、eメール、カレンダー、ノート、タスクといった/e/の複数のオンラインサービスにアクセスするためのeメールログインを可能にするセットアップ
- Settings organization – 設定を下にユーザーインターフェース、アイコンや個人設定による機能群を変更できる
- Searxからフォークしたカスタマイズ検索エンジン
- Preconfigured microG – microG[14]とはGoogleのプロプライエタリな中核ライブラリとアプリケーションのクローンであるフリー・オープンソースソフトウェア。

## 対応端末
2021年7月31日時点でEssential Phone、Fairphone、Samsung、Xiaomiといったメーカーを含む158機種の公式ビルドがある。公式ビルドは「nightly」と称されていて通常2、3日ごとに更新されている。

## コミュニティ
/e/には1,000人以上のアクティブユーザーが居る。ユーザーとの対話やサポートにはTelegramのチャンネルや議論フォーラムが活用されている。